# Trzcianka (powiat przysuski)
Trzcianka – kolonia w Polsce położona w województwie mazowieckim, w powiecie przysuskim, w gminie Klwów.